# Liste der Baudenkmäler in der Qeqqata Kommunia

Kommunen und Distrikte Grönlands

Die Liste der Baudenkmäler in der Qeqqata Kommunia umfasst alle geschützten Gebäude und Bereiche in der grönländischen Qeqqata Kommunia. Für Erklärungen siehe die Liste der Baudenkmäler in Grönland.

## Distrikt Sisimiut

### Sisimiut
Hinweis: Einige denkmalgeschützte Gebäude erscheinen nicht im Kommunalplan und sind nur über die Seite des Nationalmuseums auffindbar. Es gibt weitere Unstimmigkeiten. Einige in De gule bynotater genannte Gebäude erscheinen ebenfalls nicht im Kommunalplan. Es ist unklar, ob diese erhaltenswürdig sind. Leider verfügt die Qeqqata Kommunia über keine Markierung geschützter Gebäude in der Kommunalplankarte.
| Typ                       | Nr.   | Beschreibung | Baujahr                | Datum              | Bild | Beleg |
| ------------------------- | ----- | --- | ---------------------- | ------------------ | ---- | ----- |
| Denkmalschutz             | B-17  | Das von Peter Anton Cortsen entworfene Gebäude diente früher als Wohnung des Arztes und Krankenhaus und wurde später als Schulheim genutzt. Heute dient es unter anderem als Seniorentreff. | 1907                   | 1. Februar 1984    |      |       |
| Denkmalschutz             | B-18  | Das Steinhaus diente früher als Krankenhaus. Es wurde später an der Ostseite durch einen Fachwerkanbau ergänzt. Heute dient es als Büro. | 1897                   | 1. Februar 1984    |      |       |
| Denkmalschutz             | B-23  | Das Gebäude ist ein zweietagiger Stockwerkbau, der mit Brettern verkleidet wurde. Es diente als Wohnung des Kolonialverwalters. Später wurden unter anderem ein Windfang und ein Wintergarten im ersten Stock angebaut. Das Gebäude ist heute Teil des Sisimiut-Museums. | 1852                   | 2. November 1998   |      |       |
| Denkmalschutz             | B-25  | Das alte Ladengebäude wurde als Stockwerkbau errichtet und hat ein Zwerchhaus mit Dachwinde und später angebautem Windfang. Es ist Teil des Sisimiut-Museums. An den Hausecken unterscheidet es sich architektonisch von den anderen Museumsgebäuden. | 1846                   | 18. März 1994      |      |       |
| Denkmalschutz             | B-32  | Das Gammelhus (deutsch Althaus) genannte Gebäude wurde 1756 bei der Gründung der Kolonie Sydbay errichtet. Als die Kolonie nach acht Jahren an die Stelle des heutigen Sisimiut verlegt wurde, versetzte man das Gebäude 1764 an seine heutige Stelle. Das Stockwerkhaus wurde später mit einer Steinmauer eingedeckt und vielfach aus- und umgebaut und 1982 restauriert. Es diente unter anderem als Wohnung des Walfängerkommandeurs und als Bäckerei. Heute gehört es zum Museum. | 1756                   | 30. September 1983 |      |       |
| Denkmalschutz             | B-40  | Das Gebäude wurde 1783 als Wohnhaus für den Handelsassistenten errichtet. Es diente später als Nebengebäude von B-23 und schließlich als Materiallager. Auch dieses Gebäude ist Teil des Museums. | 1783                   | 2. November 1998   |      |       |
| Denkmalschutz             | B-44  | Das Halvvejshuset (deutsch das Halbwegshaus) ist ein 1844 errichtetes Warenlager, das auf halber Strecke zwischen Hafen und Kolonie gebaut wurde. Es ist heute ebenfalls ein Museumsgebäude. | 1844                   | 2. November 1998   |      |       |
| Denkmalschutz             | B-46  | Nahe am Hafen stehen das rote (B-46) und das gelbe Warenlager (B-45), die architektonisch zusammengehörig erscheinen. Dennoch ist nur das rote Gebäude geschützt. Es wurde 1853 aus Stein gebaut und diente ursprünglich als Speckhaus und Böttcherei. Es wurde 1927 verlängert und bekam einen Holzbau aufgesetzt. | 1853                   | 2. November 1998   |      |       |
| Denkmalschutz             | B-113 | Die alte Wohnung des Missionars bzw. Pastors wurde 1767 aus Asummiut nach Sisimiut versetzt. Das als Stockwerkbau errichtete Gebäude diente später als Kindergarten und ist heute ein Touristenbüro. | 1759                   | 1. Februar 1984    |      |       |
| Denkmalschutz             | B-114 | Die alte Kirche Sisimiuts wird auch Den blå kirke (deutsch Die blaue Kirche) oder Bethelkirken (nach Bet-El) genannt. Sie war die erste Kirche Grönlands, die von der Bevölkerung bezahlt wurde. Sie wurde um 1772 in Kopenhagen gebaut und 1775 in Sisimiut errichtet. Sie hat einen Windfang und einen zentralen Dachreiter, der als Glockenturm fungiert. 1969 wurde sie restauriert und dient heute als Gemeindehaus und Kirchenbüro, ist aber auch Teil des Museums.             | 1775                   | 30. September 1983 |      |       |
| Denkmalschutz             | B-137 | Die neue Kirche wurde 1926 nach Plänen von Helge Bojsen-Møller errichtet und 1985 durch Ole Nielsen verlängert. | 1926                   | 30. September 1983 |      |       |
| Denkmalschutz             | B-786 | Die Kapelle wurde zusammen mit der neuen Kirche von Helge Bojsen-Møller entworfen. | 1926                   | 2. November 1998   |      |       |
| erhaltenswürdig           | B-1   | Die alte Bootshalle auf dem Werftgelände befand sich ursprünglich an der Stelle, an der sich heute die neue befindet, aber wurde für den Bau dieser 1942 versetzt. | 1931                   | —                  |      |       |
| erhaltenswürdig           | B-4   | Die Wohnungen für die Werftmitarbeiter stammen aus der zweiten Hälfte der 1940er Jahre. | zwischen 1945 und 1950 | —                  |      |       |
| erhaltenswürdig           | B-5   | Die Wohnungen für die Werftmitarbeiter stammen aus der zweiten Hälfte der 1940er Jahre. | zwischen 1945 und 1950 | —                  |      |       |
| erhaltenswürdig           | B-9   | | ????                   | —                  |      |       |
| erhaltenswürdig           | B-13  | Die neue Bootshalle liegt an der Stelle der alten. Sie liegt an einem Kai aus Naturstein und ist unter anderem durch ihre Größe architektonisch bemerkenswert. | 1942                   | —                  |      |       |
| erhaltenswürdig           | B-14  | Die Wohnung des Distriktingenieurs hat sich seit ihrer Errichtung 1948 baulich nicht verändert. | 1948                   | —                  |      |       |
| erhaltenswürdig           | B-15  | | ????                   | —                  |      |       |
| erhaltenswürdig           | B-19  | Die ehemalige Wohnung des Arztes dient heute als Dienstwohnung. | 1946                   | —                  |      |       |
| erhaltenswürdig           | B-26  | Dienstwohnung | 1946                   | —                  |      |       |
| erhaltenswürdig           | B-29  | Lagergebäude | 1943                   | —                  |      |       |
| erhaltenswürdig           | B-31  | | ????                   | —                  |      |       |
| erhaltenswürdig           | B-75  | | ????                   | —                  |      |       |
| erhaltenswürdig           | B-107 | Die Wohnungen für die Werftmitarbeiter stammen aus der zweiten Hälfte der 1940er Jahre. | zwischen 1945 und 1950 | —                  |      |       |
| erhaltenswürdig           | B-110 | Die Wohnungen für die Werftmitarbeiter stammen aus der zweiten Hälfte der 1940er Jahre. | zwischen 1945 und 1950 | —                  |      |       |
| erhaltenswürdig           | B-111 | Das Gebäude diente früher als Lehrlingsheim für die Werft und demonstriert damit die Werft als historischen Ausbildungsort. | 1940                   | —                  |      |       |
| erhaltenswürdig           | B-135 | Die Wohnungen für die Werftmitarbeiter stammen aus der zweiten Hälfte der 1940er Jahre. | zwischen 1945 und 1950 | —                  |      |       |
| erhaltenswürdig           | B-142 | | ????                   | —                  |      |       |
| erhaltenswürdig           | B-147 | | ????                   | —                  |      |       |
| erhaltenswürdig           | B-168 | Das 1936 errichtete Gebäude beherbergt das Versammlungshaus Amerdloĸ. Es liegt auf einem Berg in der Stadt und hat ein markantes Dach, das aus einem flachen Satteldach mit aufgesetztem Tonnendach besteht. | 1936                   | —                  |      |       |
| erhaltenswürdig           | B-265 | Wohnhaus (Das Gebäude existiert laut Stadtplan nicht mehr.) | 1930                   | —                  |      |       |
| erhaltenswürdig           | B-276 | Wohnhaus | 1930                   | —                  |      |       |
| erhaltenswürdig           | B-298 | Wohnhaus. (Es ist unklar, ob dieses Gebäude noch geschützt ist. Eventuell wurde es 2013 aus der Liste gestrichen.) | 1930                   | —                  |      |       |
| erhaltenswürdig           | B-426 | | ????                   | —                  |      |       |
| erhaltenswürdiger Bereich | A1    | Der Bereich umfasst zahlreiche Bungalows und Villen an der Jooruaqqap Aqqutaa, die zwischen 1945 und 1950 für die Werftmitarbeiter errichtet wurden. | —                      | —                  |      |       |
| erhaltenswürdiger Bereich | A12   | Teile von A12 sind wegen der in den 1960er Jahren geordnet errichteten Wohnhäuser erhaltenswert. | —                      | —                  |      |       |

### Itilleq
| Typ             | Nr.   | Beschreibung | Baujahr | Datum | Bild | Beleg |
| --------------- | ----- | ------------ | ------- | ----- | ---- | ----- |
| erhaltenswürdig | B-58  |              | ????    | —     |      |       |
| erhaltenswürdig | B-64  |              | ????    | —     |      |       |
| erhaltenswürdig | B-68  |              | ????    | —     |      |       |
| erhaltenswürdig | B-76  |              | ????    | —     |      |       |
| erhaltenswürdig | B-121 |              | ????    | —     |      |       |

### Sarfannguit
| Typ             | Nr.   | Beschreibung | Baujahr | Datum | Bild | Beleg |
| --------------- | ----- | ------------ | ------- | ----- | ---- | ----- |
| erhaltenswürdig | B-90  |              | ????    | —     |      |       |
| erhaltenswürdig | B-94  |              | ????    | —     |      |       |
| erhaltenswürdig | B-99  |              | ????    | —     |      |       |
| erhaltenswürdig | B-127 |              | ????    | —     |      |       |

## Distrikt Maniitsoq

### Maniitsoq
Hinweis: Auch für Maniitsoq gibt es kleinere Unstimmigkeiten. Unter anderem ist das alte Krankenhaus B-17 auf der Seite des Nationalmuseums nicht als denkmalgeschützt genannt. B-11 ist zudem nicht ausdrücklich als geschützt benannt.
| Typ                                 | Nr.   | Beschreibung | Baujahr | Datum           | Bild | Beleg |
| ----------------------------------- | ----- | --- | ------- | --------------- | ---- | ----- |
| Denkmalschutz                       | B-16  | Die Wohnung des Handelsassistenten wurde 1844 errichtet und später als Kolonialbüro genutzt. Nachdem der zweietagige Stockwerkbau zwischenzeitlich abgetragen worden war, wurde das Gebäude 1970 wiederaufgebaut und dient heute als Museum. | 1844    | 19. August 1982 |      |       |
| Denkmalschutz                       | B-17  | altes Krankenhaus (Das Gebäude taucht nicht in der Baudenkmalliste des Nationalmuseums auf.) | 1907    | ????            |      |       |
| Denkmalschutz                       | B-25  | Der alte Laden wurde 1850 errichtet und nach der zeitweiligen Abtragung 1970 wiederaufgebaut. Das Gebäude ist ein mit Brettern verkleideter Fachwerkbau, der heute als Bibliothek genutzt wird. | 1850    | 19. August 1982 |      |       |
| Denkmalschutz                       | B-28  | Das Gebäude wurde als Werkstatt des Böttchers errichtet und später als Bäckerei genutzt und ebenfalls abgetragen und 1970 wiederaufgebaut. Die Gebäudeseiten bestehen aus Steinmauern. Heute dient es als Museum. | 1906    | 19. August 1982 |      |       |
| Denkmalschutz                       | B-56  | Das Gebäude diente als Brauerei und Schmiede. Das aus Stein bestehende Haus wurde ebenfalls zwischenzeitig abgebaut und erst 1978 wiedererrichtet. Heute wird es ebenfalls als Museumsgebäude genutzt. | 1847    | 19. August 1982 |      |       |
| Denkmalschutz                       | B-104 | Die alte Kirche der Stadt stammt aus dem Jahr 1864 und ist das größte im 19. Jahrhundert errichtete Steingebäude des Landes. Es hat am südlichen Giebel über dem Eingang einen recht hohen Kirchturm mit Pyramidendach. Dieses ist wie der Eingangsbereich mit Schindeln bedeckt, während das Satteldach der Kirche mit Schieferplatten bedeckt ist. Heute dient das Gebäude als Versammlungshaus. | 1864    | 12. April 1983  |      |       |
| Denkmalschutz                       | B-106 | Die alte Leichenkapelle liegt direkt neben der alten Kirche und wurde 1955 ebenfalls aus Stein errichtet. Heute dient sie als Lager. | 1955    | 12. April 1983  |      |       |
| erhaltenswürdig                     | B-11  | Das alte Kindersanatorium wurde 1925 errichtet und später ausgebaut. (Im Kommunalplan ist der Schutzstatus dieses Gebäudes nicht ausdrücklich genannt.) | 1925    | —               |      |       |
| erhaltenswürdig                     | B-13  | Die Wohnung des Arztes wurde 1910 errichtet, wobei der Bauherr vermutlich Peter Anton Cortsen war. | 1910    | —               |      |       |
| erhaltenswürdig                     | B-48  | Wohnhaus | ????    | —               |      |       |
| erhaltenswürdig                     | B-109 | alte Schule | 1916    | —               |      |       |
| erhaltenswürdig                     | B-126 | alte Funkstation | ????    | —               |      |       |
| erhaltenswürdig                     | B-148 | Wohnhaus (Das Gebäude existiert laut Stadtplan nicht mehr) | ????    | —               |      |       |
| erhaltenswürdig                     | B-150 | | ????    | —               |      |       |
| erhaltenswürdig                     | B-203 | | ????    | —               |      |       |
| erhaltenswürdig                     | B-316 | Das Doppelhaus mit Zwerchhaus wurde 1952 von den beiden Brüdern Vittus und Klaus Skifte errichtet. | 1952    | —               |      |       |
| erhaltenswürdig                     | B-669 | Die Kinderkrippe wurde um 1970 durch das Architekturbüro von Grønlands Tekniske Organisation errichtet. | um 1970 | —               |      |       |
| erhaltenswürdig                     | B-730 | Das Versammlungshaus wurde ebenfalls zeitgleich durch das GTO-Architekturbüro entworfen. | um 1970 | —               |      |       |
| erhaltenswürdig                     | B-876 | Die Sporthalle wurde 1978 durch den Architekten Henning Larsen erbaut. | 1978    | —               |      |       |
| besonders erhaltenswürdiger Bereich | A14   | Die Wohngegend schließt westlich an das Stadtzentrum an. | —       | —               |      |       |
| besonders erhaltenswürdiger Bereich | D2    | Das Gebiet umfasst den Friedhof der Stadt mitsamt der vier Kolonialgebäude, von denen drei um 1850 erbaut wurden. Alle vier Gebäude befanden sich ursprünglich im Stadtzentrum, aber wurden zwischenzeitlich demontiert, um Platz für die Schule und die Fischfabrik zu schaffen und 1970 bzw. 1978 am Friedhof so wiederaufgebaut, dass sie in der Mitte einen kleinen Platz bilden.              | —       | —               |      |       |
| erhaltenswürdiger Bereich           | A3    | Das kleine Wohngebiet umfasst für Grönland eher ungewöhnliche mehrstöckige Gebäude. Im östlichen Bereich befinden sich zweistöckige Wohnblöcke, im westlichen Teil dreistöckige, während sich im Norden ein fünfetagiges Gebäude befindet. Das Wohngebiet wurde zwischen 1978 und 1982 nach Plänen von Henning Larsen und Torben Valeur errichtet.                                                 | —       | —               |      |       |
| erhaltenswürdiger Bereich           | A13   | Das Ivissuit genannte Wohngebiet liegt östlich des Stadtzentrums. Es besteht aus Einfamilienhäusern, die zwischen 1950 und 1970 errichtet wurden. | —       | —               |      |       |
| erhaltenswürdiger Bereich           | C3.8  | Das Gebiet umfasst vier Gebäude: B-669, B-730, B-752 und B-914. Dies sind die oben genannte Kinderkrippe und das ebenfalls einzeln geschützte Versammlungshaus. Der Jugendklub stammt aus derselben Zeit und ist ebenfalls ein GTO-Bau. B-914 ist die neue Kirche, die nach Zeichnungen von Holger Mørch Sørensen im Jahr 1981 erbaut wurde.                                                       | —       | —               |      |       |

### Kangaamiut
Hinweis: Im Kommunalplan wird angegeben, dass sich im Bereich C1 erhaltenswürdige Gebäude befinden. Um welche und wie viele Gebäude es sich handelt, ist nicht angegeben.